# فيسنتي باروس
فيسنتي باروس (بالإسبانية: Vicente Rico Barros)‏ هو عسكري أمريكي وفلبيني، ولد في 27 يوليو 1887 في Lopez, Quezon ‏ في الفلبين، وتوفي في 2 مايو 1966.